# Lanigan (Saskatchewan)
Pour les articles homonymes, voir Lanigan.
Lanigan est une ville de la Saskatchewan au Canada.

## Géographie
La localité de Lanigan est située dans le centre de la province de Saskatchewan, sur la route Yellowhead, à 117 km à l'est de la ville de Saskatoon et à 170 km au nord de Regina.

## Démographie
| 2016  | 2021  |
| ----- | ----- |
| 1 377 | 1 433 |

## Personnalités
- Robert Baun (1936-2023) : joueur de hockey sur glace, né à Lanigan ;
- Brian Propp (1959-) : joueur de hockey sur glace, né à Lanigan ;
- Wade Brookbank (1977-) : joueur de hockey sur glace, né à Lanigan ;
- Sheldon Brookbank (1980-) : joueur de hockey sur glace, né à Lanigan, frère du précédent.